# Луїс Пальма
Луїс Енріке Пальма Осегера (ісп. Luis Enrique Palma Oseguera, нар. 17 січня 2000, Ла-Сейба, Гондурас) — гондураський футболіст, півзахисник шотландського клубу «Селтік» та національної збірної Гондурасу. Учасник Олімпійських ігор 2020 року в Токіо.

## Клубна кар'єра
Луїс Пальма є вихованцем клубу «Віда» з його рідного міста Ла-Сейба. У його складі пройшов шлях від дитячих та юнацьких команд до основного складу. 10 вересня 2017 року в 17-річному віці дебютував у основному складі клубу в чемпіонаті Гондурасу в домашній грі проти «Гондурас Прогресо». Пальма вийшов у стартовому складі, й на 39-ій хвилині матчу забил свій перший гол у кар'єрі. У середині другого тайму Луїса Пальму замінили.
12 лютого 2019 року на правах оренди до кінця року Луїс Пальма перейшов до американського клубу «Реал Монаркс», який грав у чемпіонаті USL. Першу гру за нову команду він зіграв 9 березня проти «Сакраменто Ріпаблік», на яку вийшов у стартовому складі. Гондураський футболіст відіграв 86 хвилин, після чого його замінили. 28 липня 2019 року Пальма забив перший м'яч у складі нової команди, відзначившись на шостій доданій до першого тайму хвилині в матчі з «Сан-Антоніо», щоправда це не допомогло його команді уникнути поразки.. Цей м'яч став єдиним для футболіста за час оренди, за підсумками якої гондураський футболіст провів 13 матчів.
Після закінчення терміну оренди Пальма повернувся до складу «Віди», де провів решту сезону в Гондурасі. У наступному сезоні півзахисник взяв участь у 26 матчах, у яких відзначився 13 забитими м'ячами, та став кращим бомбардиром команди.
У січні 2022 року підписав контракт на чотири з половиною роки з грецьким «Арісом» з Салонік.
30 серпня 2023 року підписав контракт на п'ять років з чемпіоном Шотландії «Селтіком».

## Виступи за збірну
У 2017 році у складі юнацької збірної Гондурасу брав участь у юнацькому чемпіонаті світу. На турнирі він брав участь у всіх трьох матчах групового етапу, за підсумками якого збірна увійшла до числа кращих команд, які зайняли 3-тє місце в групі, та вийшла до плей-офф, де поступилася збірній Бразилії в 1/8 фіналу.
У жовтні 2020 року Луїса Пальму уперше викликали до національної збірної Гондурасу на товариську гру зі збірною Нікарагуа, проте на полі він так і не з'явився.
Улітку 2021 року у складі олімпійської збірної Гондурасу брав участь у футбольному турнірі Олімпійських ігор 2020 року в Токіо. Дебютував на іграх 22 липня в першому матчі групового етапу проти збірної Румунії. У наступній грі з збірною Нової Зеландії Пальма в доданий до першого тайму час забив гол, завдяки чому збірна зрівняла рахунок, а пізніше виграла матч, хоча й припинила виступи на турнірі на груповому етапі.

## Статистика виступів

### Статистика виступів за збірну
Станом на 13 вересня 2023 року
| Дата       | Місто          | Господарі | Результат | Гості      | Турнір                                   | Голи | Примітки |
| ---------- | -------------- | --------- | --------- | ---------- | ---------------------------------------- | ---- | -------- |
| 7-10-2021  | Сан-Педро-Сула | Гондурас  | 0 – 0     | Коста-Рика | Відбір до ЧС 2022                        | -    | 56'      |
| 13-10-2021 | Сан-Педро-Сула | Гондурас  | 0 – 2     | Ямайка     | Відбір до ЧС 2022                        | -    | 73'      |
| 3-6-2022   | Віллемстад     | Кюрасао   | 0 – 1     | Гондурас   | Ліга націй КОНКАКАФ 2022-2023 - 1-й етап | -    | 71'      |
| 14-6-2022  | Сан-Педро-Сула | Гондурас  | 2 – 1     | Канада     | Ліга націй КОНКАКАФ 2022-2023 - 1-й етап | -    | 58' 67'  |
| 23-9-2022  | Маямі-Гарденс  | Аргентина | 3 – 0     | Гондурас   | товариський матч                         | -    | 46'      |
| 27-9-2022  | Х'юстон        | Гондурас  | 2 – 1     | Гватемала  | товариський матч                         | -    | 64'      |
| 9-9-2023   | Кінгстон       | Ямайка    | 1 – 0     | Гондурас   | Ліга націй КОНКАКАФ 2022-2023 - 1-й етап | -    |          |
| 13-9-2023  | Тегусігальпа   | Гондурас  | 4 – 0     | Гренада    | Ліга націй КОНКАКАФ 2022-2023 - 1-й етап | 1    |          |
| Усього     |                | Матчів    | 8         |            | Голів                                    | 1    |          |

## Титули і досягнення
- Чемпіон Шотландії (1):

«Селтік»: 2023–24
- Володар Кубка Шотландії (1):

«Селтік»: 2023–24
- Володар Кубка шотландської ліги (1):

«Селтік»: 2024–25
- Чемпіон Греції (1):

«Олімпіакос»: 2024–25
- Володар Кубка Греції (1):

«Олімпіакос»: 2024–25